# Guillaume Van Keirsbulck
Guillaume Van Keirsbulck (Roeselare, Provincia de Flandes Occidental, 14 de febrero de 1991) es un ciclista belga que fue profesional entre 2011 y 2023.
Antes de ser profesional fue un destacado amateur, con varios campeonatos nacionales en su haber. En 2011 debutó con el equipo QuickStep. Es nieto de Benoni Beheyt quien fue ciclista profesional y campeón del mundo.

## Palmarés
2011
- Circuito de Houtland

2014
- 1 etapa de los Tres Días de Flandes Occidental
- Tres Días de La Panne
- 1 etapa del Eneco Tour
- Gran Premio Jean-Pierre Monseré

2017
- Le Samyn[2]

2018
- Antwerp Port Epic

## Resultados en Grandes Vueltas
| Carrera | Carrera         | 2011 | 2012 | 2013  | 2014 | 2015 | 2016 | 2017  | 2018  | 2019 | 2020 | 2021 | 2022  | 2023 |
| ------- | --------------- | ---- | ---- | ----- | ---- | ---- | ---- | ----- | ----- | ---- | ---- | ---- | ----- | ---- |
|         | Giro de Italia  | —    | —    | —     | —    | —    | —    | —     | —     | —    | —    | —    | —     | —    |
|         | Tour de Francia | —    | —    | —     | —    | —    | —    | 147.º | 123.º | —    | —    | —    | 122.º | —    |
|         | Vuelta a España | —    | —    | 125.º | —    | —    | —    | —     | —     | —    | —    | —    | —     | —    |

—: no participa

Ab.: abandono

## Equipos
- QuickStep/Omega Pharma/Etixx (2011-2016)
  - QuickStep Cycling Team (2011)
  - Omega Pharma-QuickStep (2012-2014)
  - Etixx-Quick Step (2015-2016)
- Wanty-Groupe Gobert (2017-2018)
- CCC Team (2019-2020)
- Alpecin-Fenix Development Team (2021)[3]
- Alpecin (2022)
  - Alpecin-Fenix (2022)[4]
  - Alpecin-Deceuninck (2022)[5]
- Bingoal WB (2023)